# Gianni Savoldi
Gianni Savoldi (Brescia, 18 giugno 1924 – 31 gennaio 2001) è stato un politico italiano, nella IV legislatura subentrò al defunto Guglielmo Ghislandi.